# أسماء المرابط
أسماء المرابط (من مواليد 1961 بالرباط) هي طبيبة وباحثة في قضايا الإسلام والمرأة وكاتبة مغربية. لها العديد من المؤلفات باللغة الفرنسية والعربية حول قضايا الدين وحقوق النساء. في عام 2013، حصلت على جائزة العلوم الاجتماعية من منظمة المرأة العربية عن كتابها «النساء والرجال في القرآن: أي مساواة؟»

## مسيرتها
تنحدر الدكتورة أسماء المرابط من مدينة الرباط وهي طبيبة متخصصة في تشخيص أمراض سرطان الدم ورئيسة مركز الدراسات والبحوث في القضايا النسائية في الإسلام التابع للرابطة المحمدية للعلماء في المغرب. عملت كطبيبة متطوعة في إسبانيا وأمريكا اللاتينية، بشكل رئيسي في تشيلي والمكسيك، لمدة ثماني سنوات من عام 1995. هناك اكتشفت علم اللاهوت الكاثوليكي للتحرر، مما دفعها إلى دراسة الإسلام بمقاربة مقاصدية وسطية.
في عام 2011، أصبحت مديرة مركز الدراسات النسائية في الإسلام داخل المحمدية الرابطة لعلماء المغرب، تحت رعاية الملك محمد السادس، علما أن الرابطة المحمدية لعلماء المغرب هي جمعية ذات مصلحة عامة، وهي مؤسسة فكرية أنشأها الملك للترويج لإسلام منفتح ومتسامح. وسعت الكاتبة والطبيبة في هذه المؤسسة إلى قراءة مقاصدية وسطية للنصوص الدينية من أجل ترسيخ مبدأ المساواة والعدل. في 26 مارس 2018، قدمت استقالتها من الرابطة بعد الجدل الذي أثارته أراؤها حول المساواة بين الجنسين في مجال الميراث. وقد خلفتها في المنصب فريدة زمرود وهي أستاذة التعليم العالي، تخصص التفسير وعلوم القرآن.
وهي مؤلفة العديد من الأعمال باللغة الفرنسية. تحدثت ونشرت مقالات تستكشف قضايا مثيرة للجدل، مثل القوامة في الزواج، والميراث والإصلاح الديني. مع ملاحظة أن التمييز ضد المرأة يقوم على قراءات وتفسيرات ذكورية للنصوص الدينية، عملت الكاتبة على إعادة قراءة وتفسير هذه النصوص بمقاربة جديدة مقاصدية. دافعت أسماء لمرابط عن قراءة مقاصدية للنصوص الدينية، من أجل وضع مقاربة جديدة لقضية المرأة في الإسلام.

## المهام التي شغلتها
- طبيبة متطوعة في مستشفيات عمومية في إسبانيا وأمريكا اللاتينية، ولاسيما في سانتياغو والمكسيك.
- منسقة لمجموعة البحث والتفكير في النساء المسلمات والحوار بين الثقافات بالرباط ما بين سنة 2004 و2007.
- رئيسة للمجموعة الدولية للدراسات والتفكير في النساء التي يقع مقرها في برشلونة في 2008.
- حاليا عضو في والإسلام GIERFI هدفهم هو المساعدة في خلق وعي نسوي مسلم جديد.
- تشغل الدكتورة منذ سنة 2011 منصب رئيسة مركز الدراسات والبحوث في القضايا النسائية في الإسلام التابع للرابطة المحمدية للعلماء في المغرب.
- عضو في المكتب الاكاديمي لشبكة الدولية مساواة.
- عضو المجلس الإداري لمؤسسة الثقافات الثلاثة بمدينة اشبيليا

## مؤلفاتها
للدكتورة أسماء المرابط مجموعة من المقالات تناولت موضوع الإسلام والنساء، بالإضافة إلى الكتب من بينها:
- 2002: مسلمة وكفى
- 2004: عائشة، زوجة النبي أو الإسلام بصيغة المؤنث
- 2007: القرآن والنساء: قراءة للتحرر
- 2011: النساء، الإسلام، الغرب: الطريق نحو العالمية
- 2012: النساء والرجال في القرآن: أية مساواة؟
- 2015: المرأة والإسلام، الطريق الثالث، منشورات مرسم 2014[7]
- ,2016: الإسلام والمرأة: أسئلة غاضبة
- 2023 الإسلام والحريات، من أجل أخلاقبات كونية صدر بالفرنسية عن دار النشر en toutes lettres Islam et libertés fondamentales, pour une éthique universelle